# Bêta-lactoglobuline
 (mars 2014).

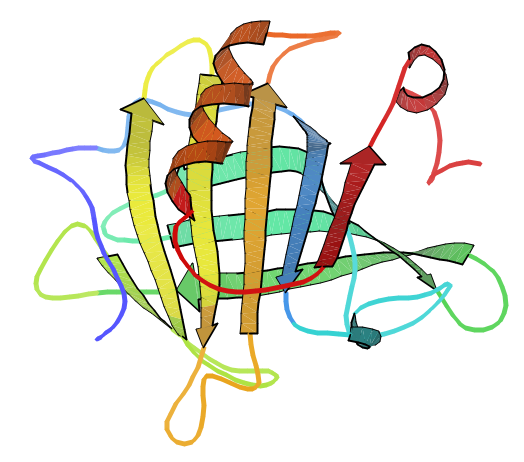
La structure de la β-lactoglobuline.

La β-lactoglobuline est une protéine du lait qui fait partie de la famille des albumines. Elle est absente chez la femme, mais assez abondante chez la vache ; de l’ordre de 2,5-3 g/L de lait. 

## Structure
La β-lactoglobuline est une albumine de 18,36 kDa, qui se présente sous la forme d'un dimére à pH entre 3 et 7. Il en existe plusieurs variants. 
Structure primaire du variant A (séquence de 162 acides aminés) :
```
1                                   10                                      20
Leu Ile Val Thr Gln Thr Met Lys Gly Leu Asp Ile Gln Lys Val Ala Gly Thr Thr Trp 
21                                  30                                      40
Ser Leu Ala Met Ala Ala Ser Asp Ile Ser Leu Leu Asp Ala Gln Ser Ala Pro Leu Arg 
41                                  50                                      60
Val Tyr Val Glu Glu Leu Lys Pro Thr Pro Glu Gly Asp Leu Glu Ile Leu Leu Gln Lys 
61                                  70                                      80
Asp Glu Asn Asp Glu Cys Ala Gln Lys Lys Ile Ile Ala Glu Lys Thr Lys Ile Pro Ala 
81                                  90                                      100                   
Val Phe Lys Ile Asp Ala Leu Asn Glu Asn Lys Val Leu Val Leu Asp Thr Asp Tyr Lys 
101                                 110                                     120
Lys Thr Leu Leu Phe Cys Met Glu Asn Ser Ala Glu Pro Glu Gln Ser Leu Val Cys Gln 
121                                 131                                     140                 
Cys Leu Val Arg Thr Pro Glu Val Asp Asp Glu Ala Leu Glu Lys Phe Asp Lys Ala Leu 
141                                 151                                     160                
Lys Ala Leu Pro Met His Ile Agr Leu Ser Phe Asn Pro Thr Gln Leu Glu Glu Gln Cys 
161 162                                     
His Ile OH   
```

À ce jour, il existe onze génotypes différents de cette protéine ; chacun désigné par une lettre dans l’ordre de leur découverte. 
Les génotypes A, B et C furent donc les trois premiers trouvés et ils sont d’ailleurs les plus fréquemment rencontrés. La structure primaire et secondaire du génotype A fut connu en 1973 et il fallut encore 17 ans avant de compléter celui du C (1990). D’abord, ils contiennent tous les trois 162 acides aminés. Pour faciliter l’explication de la structure primaire, nous prendrons comme base la structure du génotype A. Le variant B se différencie du premier par l’échange des acides aminés en position 64 et 118 respectivement par une glycine et une alanine. En ce qui concerne le variant C, des changements en position 59, 64 et 118 codant maintenant pour une histidine, une glycine et une alanine différenciera le premier et le troisième génotype. Pour les trois principales variantes, quatre cystéines sur cinq servent au maintien de la structure tertiaire en faisant des ponts disulfures. Elles sont situées en position 66, 106, 119 et 160. La structure quaternaire sera observée quant à elle à son état dit naturel lorsque le pH environnant sera entre 3 et 7, il s’agit de la forme dimérique. La principale différence étudiée entre la forme monomérique et dimérique ne vient pas des fonctions biologiques car elles restent semblables mais plutôt de l’efficacité de ces fonctions. Les deux formes ont la capacité de transporter le rétinol mais la forme dimérique pourra voyager deux molécules de rétinol à la fois comparé à son précurseur qui le transportera une molécule à la fois.

## Dégradation de la protéine et nutrition
Du point de vue nutritionnel, cette protéine est très riche en acides aminés essentiels : 58 % de ces composantes sont essentielles, ce qui fait d’elle la lactoprotéine bovine ayant la plus grande valeur nutritive. Sa digestion se fait dans le jéjunum par la trypsine et la chymotrypsine puisque la pepsine et le pH de l’estomac ne réussissent pas à eux deux à dégrader la β-lactoglobuline, à moins que celle-ci n'ait été préalablement dénaturée par la chaleur (à 80 °C minimum).
Les deux enzymes pancréatiques dégraderont la protéine respectivement en 17 et en 10 peptides pour faciliter l’absorption de celle-ci par la paroi de l’intestin grêle. Puisqu’elle reste à l’état soluble et qu’elle n’est pas dégradée lors de son passage dans l’estomac, son passage vers le jéjunum sera plus rapide comparativement à des protéines subissant l’action de la pepsine. Si l’on compare la β-lactoglobuline avec la caséine, tout génotype confondu, elle mettra environ 20 minutes à traverser l’estomac contre 40 minutes pour le deuxième type de protéine. Après seulement deux heures, 66 % de la quantité totale de β-lactoglobuline est déjà absorbée. De plus, son faible poids moléculaire fait d’elle une protéine des plus digestes (18,36 kDa sous sa forme monomérique et 36 kDa sous sa forme dimérique).

## Fonctions
Lors de la dégradation de la protéine par les enzymes pancréatiques, un peptide est créé, il s’agit d’un dipeptide glutamyl-cystéine. Cette molécule est un précurseur important dans la synthèse du glutathion, ce dernier étant impliqué dans les réactions d’oxydoréduction cellulaire. Ensuite, la β-lactoglobuline sert au transport du rétinol et de la vitamine D en plus d’aider à leur absorption dans l’intestin grêle. C’est en présentant une structure tertiaire homologue à la « retinol binding protein » que cette protéine peut agir comme transporteur pour les deux vitamines précédentes qui se lient au même site de liaison dans une poche hydrophobe formé par le repliement de la structure tertiaire. Un fait intéressant, les vitamines A et D sont contenues dans le lait bovin, tout comme la β-lactoglobuline, et leur absorption sera facilitée car si elles se lient à ce transporteur plutôt qu’à la « retinol binding protein », elles pourront franchir facilement l’estomac sans être dénaturées puisque la protéine qui les transporte les protège par son pHi.
Cette protéine ne transporte pas seulement des vitamines mais aussi des acides gras libres et des triglycérides, contenus dans le lait. Les lipides profiteraient eux aussi de la poche hydrophobe créée par la structure tertiaire pour leur transport. Les principaux acides gras transportés par la β-lactoglobuline sont l’acide myristique, palmitique, stéarique et oléique. Controversés depuis 1999, les sites de liaison des lipides seraient peut-être les mêmes que pour les vitamines. 
Lors de sa dégradation dans l’intestin grêle, un peptide formé montre une certaine fonction opioïde car il agit comme inhibiteur de l’enzyme de conversion de l’angiotension 1, cette dernière étant impliquée dans la vasoconstriction. Le peptide correspond plus spécifiquement à la position 142 (alanine) jusqu’à la position 148 (arginine) de la structure primaire. La β-lactoglobuline aura donc un effet hypotenseur sur la pression artérielle, son action est plutôt modérée et ne peut pas être comparée à la bradykinine par exemple : l’absorption de cette lactoprotéine ne remédie pas aux problèmes de pression artérielle, mais a un effet protecteur. 
En dernier lieu, des expériences in vitro commencent à être prometteuses dans la lutte antivirale telle que la lutte contre le VIH de type 1 et de type 2. Des cellules de chimpanzés et des cellules cancéreuses du côlon et de l’utérus ont été testées pour le VIH lorsque la β-lactoglobuline est conjuguée avec de l’anhydre. La nouvelle molécule formée aura comme effet d’empêcher la liaison du virus avec les récepteurs cellulaires CD4, ainsi, le VIH est incapable d’infecter les cellules et de créer de nouveaux virions. Le procédé n’avait pas encore été expérimenté in vivo mais les espoirs sont grands car si l'entrée dans la cellule est évitée, la reconnaissance du virus sera beaucoup plus facile pour sa destruction. 

## Allergies et chitosan
La β-lactoglobuline est aussi rencontrée dans un désordre immunologique fréquent ; en fait, elle est l’allergène impliqué dans 82 % des cas d’allergies au lait chez les jeunes enfants. Elle peut entraîner des réactions très violentes chez les nouveau-nés âgés de moins d'un an. Les IgE produits par le corps pour se défendre contre cette lactoprotéine reconnaîtront trois épitopes différents sur la molécule. Ces régions immunogènes se retrouvent dans la structure primaire en position 8-19, 15-29 et 125-135. La structure secondaire est essentielle à la reconnaissance de ces épitopes ; si la protéine est dénaturée, les IgE sont inefficaces. Plusieurs expériences ont démontré que lorsqu'est conjuguée la β-lactoglobuline, il y a baisse de la réaction immunitaire.[citation nécessaire]
Finalement, la même équipe de recherche fait actuellement des études sur les enzymes de l’endosome qui seraient peut-être perturbées par le chitosan, ce qui aurait le même effet que sa conjugaison avec la lactoprotéine, soit de diminuer la réaction allergique du patient.